# Parafia św. Michała Archanioła i bł. ks. Bronisława Markiewicza w Toruniu
Parafia Świętego Michała Archanioła i bł. ks. Bronisława Markiewicza w Toruniu – parafia rzymskokatolicka w diecezji toruńskiej, w dekanacie Toruń II, z siedzibą w Toruniu. W parafii posługują księża michalici (Zgromadzenie Świętego Michała Archanioła – CSMA).
Historia parafii wiąże się z zakonem Zgromadzenia Świętego Michała Archanioła, który przybył do Torunia w styczniu 1939 roku. 4 sierpnia 1949 roku poświęcono kaplicę zakonną. Po erygowaniu kaplicy pw. św. Michała Archanioła w 1959 roku michalili uzyskali uprawnienia rektoratu. 24 sierpnia 1970 roku ustanowiono ośrodek duszpasterski. Parafia została erygowana 1 kwietnia 1976 roku. Parafia powstała w wyniku wydzielenia fragmentów parafii św. Janów i Wniebowzięcia Najświętszej Maryi Panny. Budowę kościoła parafialnego rozpoczęto 13 sierpnia 1981 roku. Kamień węgielny wmurowano 29 czerwca 1983 roku, poświęcenie wybudowanego kościoła odbyło się 30 maja 1987 roku.
Ulice na obszarze parafii, Asnyka, Broniewskiego, Bydgoska, Danielewskiego, Kasprowicza, Klonowica, Kochanowskiego, Konopnickiej, Krasińskiego, Lindego, Mickiewicza, Poprzeczna, Port Drzewny, Przybyszewskiego, Przy Cegielni, Reja, Reymonta, Rybaki, Sienkiewicza, Słowackiego, Starotoruńska, Szosa Bydgoska, Wyspiańskiego.